# Ансоніа
Ансо́ніа (англ. Ansonia) — місто (англ. city) в США, в окрузі Нью-Гейвен південному заході штату Коннектикут. Населення — 18 918 осіб (2020).

## Історія
Територія міста була заселена 1652 року і була частиною міста Дербі. 1844 року промисловець Енсон Грін Фелпс (1781–1853) захотів розширити старий район уздовж західного берега річки Ногатук. Того ж року був проритий канал, який поставляв воду для фабрик. Новий індустріальний район назвали на його честь — Ансоніа (Ansonia); хоча сам промисловець хотів назвати його Фелпсвілл, але таке поселення в окрузі вже існувало. Невдовзі Ансоніа стала найбільш заселеним районом Дербі. 1888 року населення подало прохання до Державних Загальних Зборів про утворення нового міста і через рік, в 1889 році, Ансоніа отримала статус окремого містечка, а з 1893 року — міста.

## Географія
Місто розташоване на річці Ногатук, на північній околиці міста Дербі та за 19 км на північний захід від міста Нью-Гейвен.
Ансоніа розташована за координатами 41°20′39″ пн. ш. 73°4′11″ зх. д. / 41.34417° пн. ш. 73.06972° зх. д. (41.344249, -73.069825). За даними Бюро перепису населення США в 2010 році місто мало площу 16,02 км², з яких 15,59 км² — суходіл та 0,44 км² — водойми.

## Демографія
Згідно з переписом 2010 року, у місті мешкало 19 249 осіб у 7510 домогосподарствах у складі 5033 родин. Густота населення становила 1201 особа/км². Було 8148 помешкань (508/км²).
Расовий склад населення:
| - 77,6 % — білих - 11,6 % — чорних або афроамериканців - 1,9 % — азіатів - 0,3 % — корінних американців - 5,3 % — осіб інших рас |

До двох чи більше рас належало 3,2 %. Частка іспаномовних становила 16,7 % від усіх жителів.
За віковим діапазоном населення розподілялося таким чином: 23,8 % — особи молодші 18 років, 62,7 % — особи у віці 18—64 років, 13,5 % — особи у віці 65 років та старші. Медіана віку мешканця становила 38,4 року. На 100 осіб жіночої статі у місті припадало 92,8 чоловіків; на 100 жінок у віці від 18 років та старших — 88,8 чоловіків також старших 18 років.
Середній дохід на одне домашнє господарство становив 62 858 доларів США (медіана — 43 305), а середній дохід на одну сім'ю — 74 968 доларів (медіана — 61 585). Медіана доходів становила 51 610 доларів для чоловіків та 40 225 доларів для жінок. За межею бідності перебувало 19,0 % осіб, у тому числі 29,4 % дітей у віці до 18 років та 13,8 % осіб у віці 65 років та старших.
Цивільне працевлаштоване населення становило 8515 осіб. Основні галузі зайнятості: освіта, охорона здоров'я та соціальна допомога — 26,5 %, роздрібна торгівля — 18,5 %, виробництво — 14,7 %.

## Економіка

### Промисловість
Відоме також як «Мідне місто», так як тут отримало розвиток важке машинобудування та металургія. Серед галузей промисловості виділяються виробництво міді, латуні, різних металевих запчастин, гуми та обробка пластмас, електрична і текстильна промисловості. Відома компанія з виробництва годинників під маркою Ansonia була заснована тут в 1851 році.

### Транспорт
Ансоніа має залізничну станцію на залізниці Північне Метро, і напряму з'єднане з Нью-Йоркською станцією Гранд-Сентрал-Термінал. Автобусне сполучення забезпечується компанією Connecticut Transit, яка обслуговує весь штат. Через місто проходить автомобільна магістраль Route 8.

### Відомі люди
У місті народився полковник і дипломат, учасник американської революції Девід Гамфріс.

## Галерея

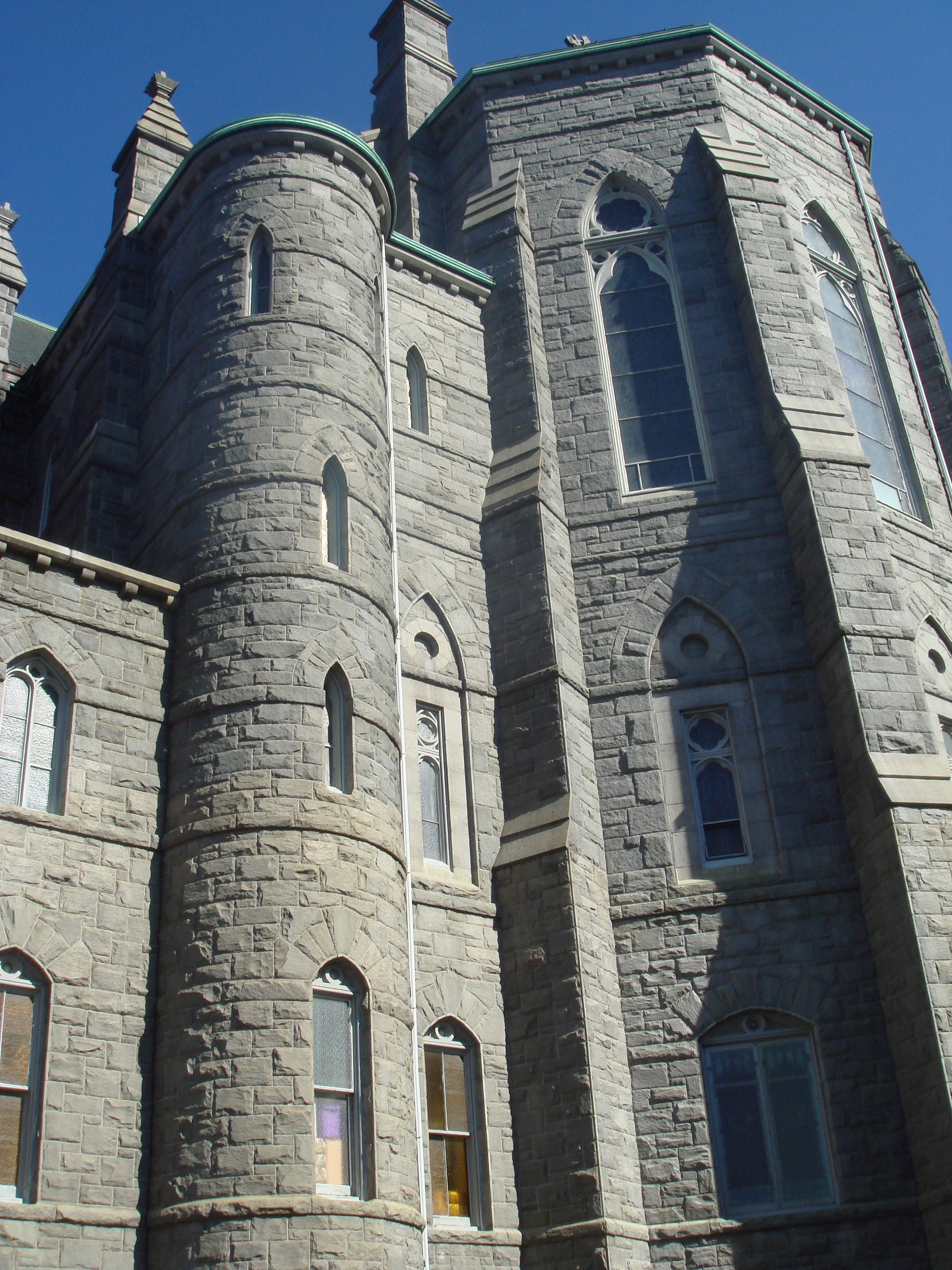
Церква 1891 року
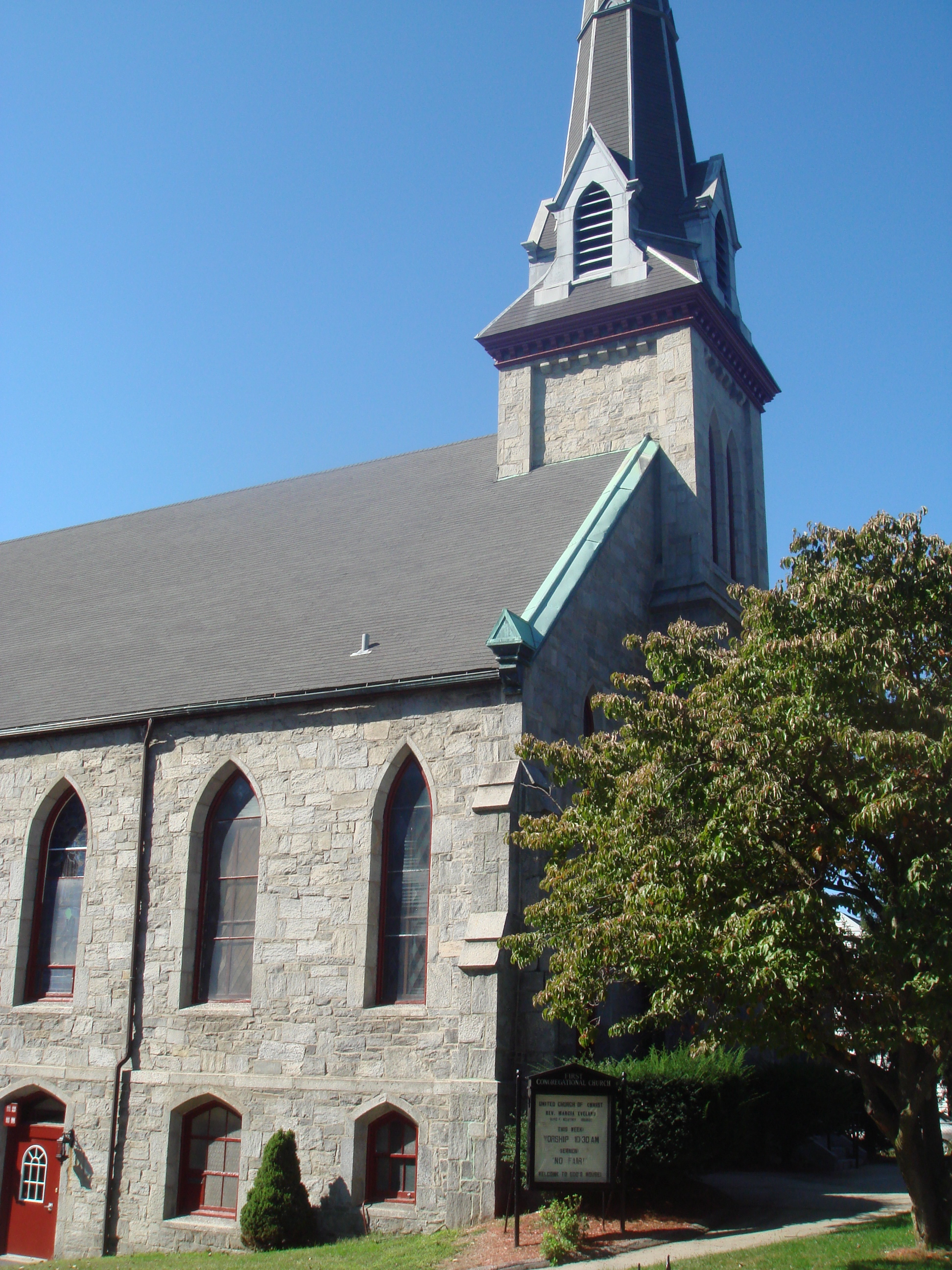
Перша церква в місті
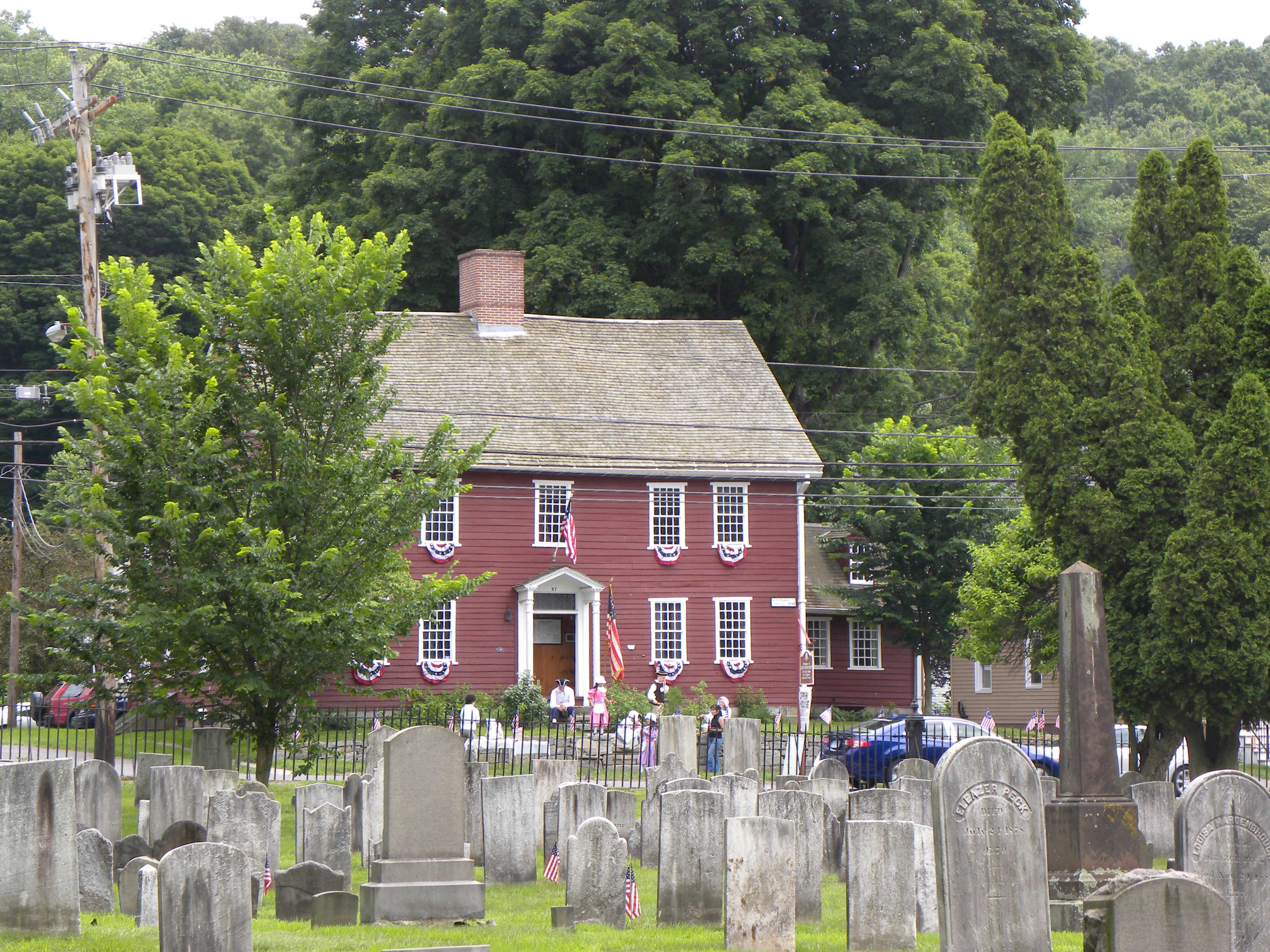
Будинок Девіда Хамфріса